# Monique Garbrecht
Monique Garbrecht-Enfeldt, née le 11 décembre 1968 à Potsdam, est une ancienne patineuse de vitesse allemande.

## Palmarès

### Jeux olympiques
- Médaille d'argent sur 500 m aux Jeux olympiques d'hiver de 2002 à Salt Lake City
- Médaille de bronze sur 1000 m aux Jeux olympiques d'hiver de 1992 à Albertville

### Championnats du monde
- Championnats du monde simple distance
  -  Médaille d'or du 500 m en 2000 à Nagano
  -  Médaille d'or du 1000 m en 2000 à Nagano
  -  Médaille d'or du 1000 m en 2001 à Salt Lake City
  -  Médaille d'or du 500 m en 2003 à Berlin
  -  Médaille d'argent du 500 m en 2003 à Heerenveen
  -  Médaille d'argent du 500 m en 2001 à Salt Lake City

- Championnats du monde de sprint
  -  Médaille d'or en 1991 à Inzell
  -  Médaille d'or en 1999 à Calgary
  -  Médaille d'or en 2000 à Séoul
  -  Médaille d'or en 2001 à Inzell
  -  Médaille d'or en 2003 à Calgary

### Coupe du monde
- Vainqueur du 1000 m en 1991, 1999, 2000, 2001 et 2003
- Vainqueur du 500 m en 2000 et 2003